# Arjay Smith
Pour les articles homonymes, voir Smith.
 (octobre 2015).
Si vous disposez d'ouvrages ou d'articles de référence ou si vous connaissez des sites web de qualité traitant du thème abordé ici, merci de compléter l'article en donnant les références utiles à sa vérifiabilité et en les liant à la section « Notes et références ».
Arjay Smith est un acteur américain né le 27 novembre 1983 en Californie. Il a commencé sa carrière à l'âge de 9 ans. Il est connu pour le rôle d'Allen Strange dans la série Les Aventures fantastiques d'Allen Strange.

## Filmographie

### Cinéma
- 2004 : Le Jour d'après : Brian Parks
- 2008 : Le Gospel du bagne (First Sunday) : Preston
- 2008 : Soyez sympas, rembobinez : Manny
- 2008 : Finding Chance : Jayden
- 2009 : Une vie à sauver (To Save a Life) : Matt McQueen
- 2012 : We Made This Movie  : Eric 'LeBron' James

### Télévision
- 1995	: Notre belle famille Saison 5, Épisode 2 : Nelson
- 1997 : Une fée bien allumée : Phil
- 1997-1999 : Les Aventures fantastiques d'Allen Strange (en) : Allen Strange
- 1997 : Urgences : Saison 4, Épisode 4 : Brian
- 2000 : Malcolm Saison 1, Episodes 6 - 14 : Finley
- 2000 : New York Police Blues Saison 8, Épisode 16 : Anthony Woodside
- 2001 : The Bernie Mac Show Saison 1, Épisode 18 : Reggie
- 2001 : La Vie avant tout Saison 2, Épisode 15 : Kyle
- 2001 : Malcolm Saison 3, Épisode 1 : Finley
- 2003 : Phénomène Raven Saison 1, Épisode 10 : Gabriel
- 2003 : La Famille en folie Saison 1, Épisode 1 : Brad
- 2003 : Boston Public Saison 4, Épisode 5 : Taylor Graham
- 2003 : New York Police Blues Saison 11, Épisode 1 : Mickey Economides
- 2004 : Cold Case : Affaires classées Saison 2 Épisode 1 : Derek Lincoln
- 2005 : FBI : Portés disparus Saison 4, Épisode 23 : Darnell Williams
- 2005 : Charmed Saison 8, Épisode 8 : Speed
- 2006 : Les Maîtres de l'horreur Saison 2, Épisode 3 : Kerry
- 2006 : Earl Saison 2, Épisode 21 : Clint
- 2007 : Le Gospel du bagne : Preston
- 2007 : Medium Saison 4, Épisode 6 : Evan Sabo jeune
- 2008 : Saving Grace Saison 2, Épisode 12 : Terrence Mettery
- 2009 : Three Rivers Saison 1, Épisode 9 : Jared
- 2009 : Flashforward Saison 1, Épisode 4 : Louis
- 2009 : Raising the Bar : Justice à Manhattan Saison 2, Épisode 2 : James Madison 'Prez'
- 2009 : 24 Heures chrono Saison 7, Episodes 11 - 12 : Laurent Dubaku
- 2009 : Les Experts : Miami Saison 8, Épisode 8 : Greg Ballard
- 2009 : Bones Saison 5, Épisode 3 : Tony Salinas
- 2010 : Detroit 1-8-7 Saison 1, Épisode 7 : JB
- 2010 : Ghost Whisperer (saison 5, épisode 20) : Scott
- 2010 : Les Experts Saison 11, Épisode 3 : Ethan
- 2012 : Perception Saison 1 : Max Lewicki
- 2013 : Esprits criminels Saison 8, Épisode 4 : Tony Anders
- 2013 : Perception Saison 2 : Max Lewicki
- 2013 : Men at Work Saison 2, Épisode 7 : Donald
- 2014 : Perception Saison 3  : Max Lewicki
- 2021 : The Rookie : Le flic de Los Angeles Saison 3, Épisodes 2 - 6 - 11 : James Murray
- 2022 : The Rookie : Le flic de Los Angeles Saison 4, Épisodes 3 - 10 - 11 - 13 - 17 - 18 - 20 : James Murray
- 2023 : The Rookie : Le flic de Los Angeles Saison 5, Épisodes 1 - 2 - 6 - 10 - 13 - 16 - 22 : James Murray
- 2024 : The Rookie : Le flic de Los Angeles Saison 6, Épisode 2 : James Murray
- 2025 : The Rookie : Le flic de Los Angeles Saison 7, Épisodes 2 - 3 - 6 - 7 - 8 - 9 - 10 - 14 : James Murray